# Christoph von Lieven

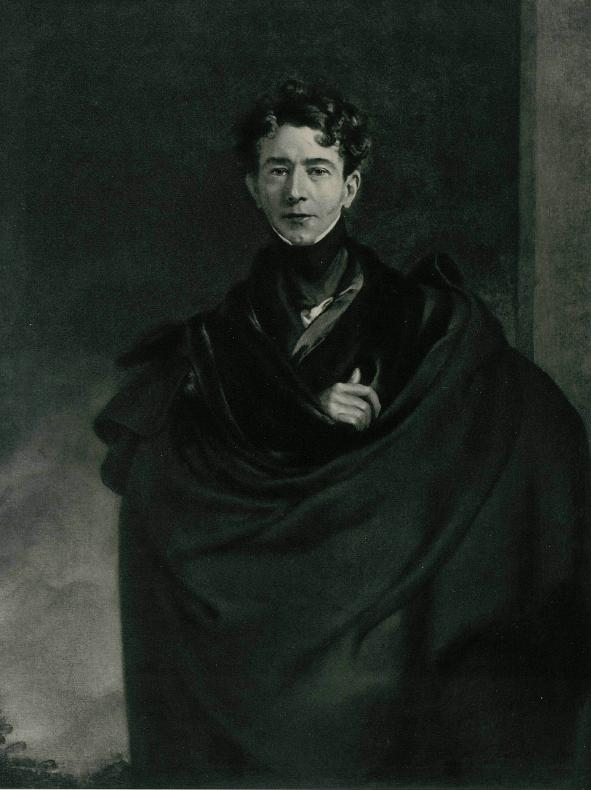
Christoph von Lieven, porträtiert von Thomas Lawrence

Christoph Andrejewitsch Fürst von Lieven (russisch Христофор Андреевич Ливен, auch Christoph Heinrich, * 6. Mai 1774 in Kiew; auch: 1777; † 10. Januar 1839 in Rom) war ein General der russischen Armee und Diplomat.

## Abstammung und Familie
Von Lieven stammte aus dem alten baltischen Geschlecht Lieven. Er war ein Sohn des Kiewer Generalmajors Otto Heinrich Andreas (Andrey Romanowitsch) von Lieven (1726–1781) und dessen Frau Charlotte Margarete (geborene von Gaugreben; 1743–1828). Er war seit dem 12. Januar 1800 mit Dorothea Fürstin von Lieven (geborene von Benckendorff; 1785–1857) verheiratet, eine Tochter des Generals Christoph Iwanowitsch von Benckendorff und dessen Frau Anna Juliane (geborene Freiin Schilling von Cannstatt; 1744–1797). Seine Frau spielte in den Kreisen der Diplomatie eine herausragende Rolle. Karl von Lieven (1767–1844) war sein älterer Bruder, der mit Wilhelmine (geborene von der Osten, genannt Sacken; 1778–1818) verheiratet war. Sein Bruder Johann Georg von Lieven (1775–1848) war mit Marie (geborene von Anrep; 1787–1839), einer Tochter des russischen Generalleutnants Reinhold von Anrep (1760–1807) verheiratet.
Von Liven und seine Frau hatten eine Tochter und fünf Söhne:
- Magdalena von Lieven († 1805)
- Paul von Lieven (24. Februar 1805 – 1864)
- Alexander von Lieven (9. März 1806 – 5. Oktober 1885) wurde Diplomat
- Konstantin von Lieven (1807–1838)
- Georg von Lieven (1819–1835)
- Arthur von Lieven (1825–1835)

## Militärische und diplomatieche Laufbahn
Von Lieven begann seine Militärlaufbahn 1789/1790 mit der Teilnahme am Russisch-Schwedischen Krieg und wurde am 5. Dezember 1790 im Rang eines Fähnrichs in das Semenowski-Leibgarde-Regiment versetzt. 1794 diente er als Freiwilliger in der österreichischen Armee in den Niederlanden, nahm an der Schlacht gegen die Franzosen bei Fleurus teil und wurde am 1. Januar 1795 zum Regimentsadjutanten ernannt. Er beendete seine Militärausbildung im Rang eines Oberstleutnants Er wurde Offizier eines Dragonerregiments und nahm 1796 mit einem Musketierregiment an Russlands Perserfeldzug teil. Am 27. April 1797 wurde er zum Flügeladjutanten und am 27. Juli 1798 zum Generalmajor und Generaladjutanten befördert. Zugleich wurde ihm die Leitung der Kaiserlichen Militärkanzlei des Zaren Paul I. übertragen. Am 22. Februar 1799 wurde seine Mutter in den Adelsstand einer Gräfin des Russischen Zarenreiches erhoben, ein Titel der sogleich auch auf ihn und seine Geschwister überging. 1805 nahm er während des Dritten Koalitionskriegs an den Schlachten bei Wischau und Austerlitz teil, war bei der Unterzeichnung des Friedens von Tilsit zugegen und wurde am 22. Juli 1807 zum Generalleutnant ernannt.
1808 begann von Lieven eine Karriere im Auswärtigen Dienst. Er wurde zunöchst Kriegsminister, dann ab 1809 Gesandter in Berlin und von 1812 bis 1834 in London.
Von Lieven engagierte sich sehr bei den Verhandlungen über die Befreiung Griechenlands und die Trennung Belgiens. Von Lieven wurde Mitglied des russischen Staatsrats und verdankte seinen Aufstieg vor allem dem Einfluss seiner Mutter, die als Gouvernante der Enkel der Kaiserin Katharina II. tätig war und über die er seine erblichen Titel (Fürst von Lieven mit dem Prädikat „Durchlaucht“) erhielt. Nach 22 Jahren als russischer Botschafter in London wurde er 1834 nach Russland zurückberufen und kam mit seiner Frau und den gemeinsamen Kindern nach Sankt Petersburg. Dort wurde er zum Erzieher des Thronfolgers, des Großfürsten Alexander Nikolajewitsch ernannt und 1826 in den Fürstenstand erhoben. Als seine beiden Söhne 1835 starben, ging seine Frau nach Paris. Als der den jungen Großfürsten 1839 auf dessen Europareise begleitete starb er bei ihrem Aufenthalt in Rom.

## Auszeichnungen (Auswahl)

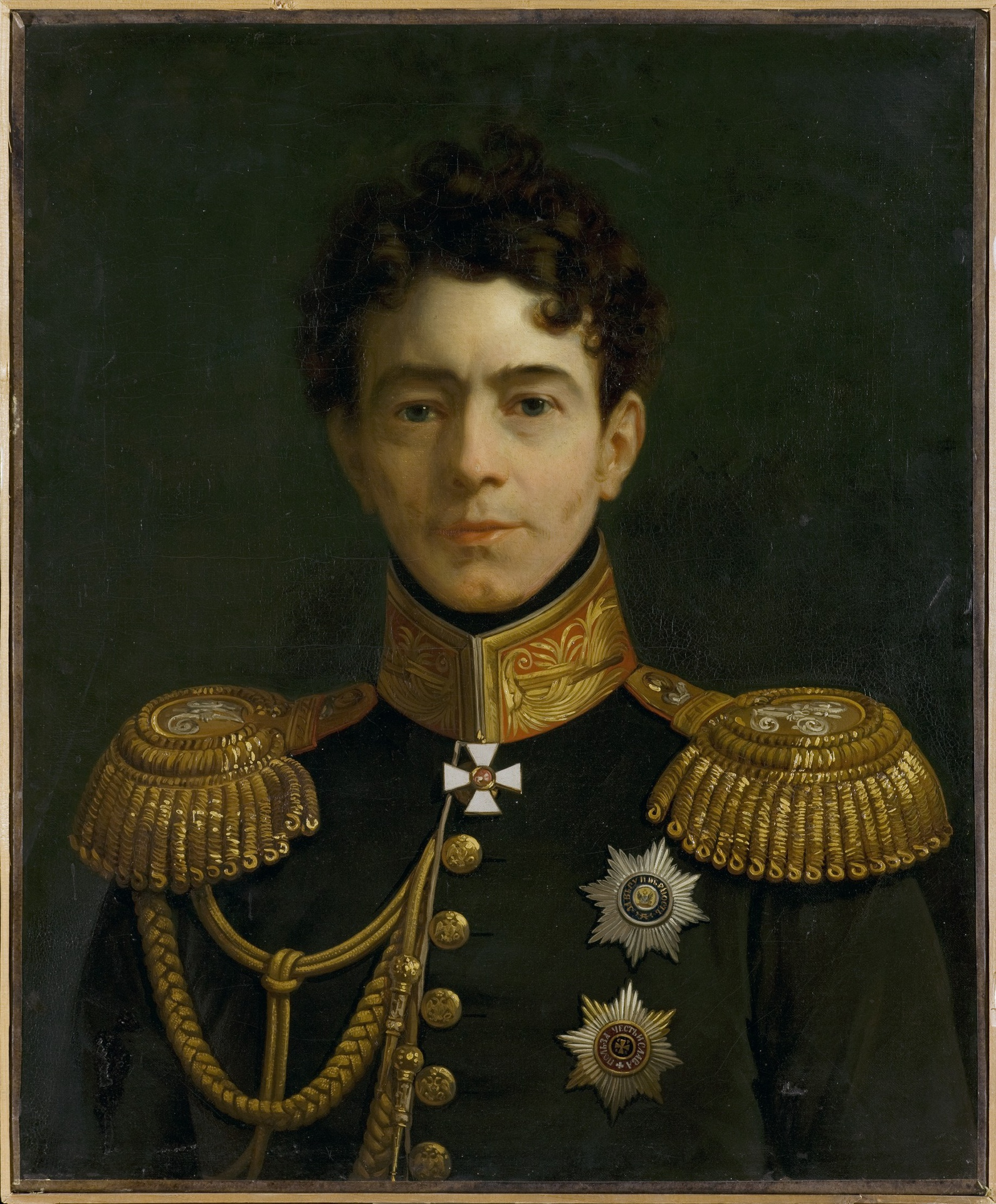
Porträt des Christoph von Lieven mit einigen Orden (Thomas Lawrence)

- 1798: Malteserkreuz des Johanniterordens von Jerusalem
- 1799: Stern des St.-Anna-Ordens
- 1805: St. Georgs-Orden Dritter Klasse
- 1809: preußischer Schwarzer Adlerorden